# Familetna
Familetna (en arabe : فاملتنا)  est une émission télévisée, présentée par Mehdi Adjaout et diffusée depuis 2014 sur Télévision Algérienne et sur Canal Algérie et A3 pour les rediffusions.